# Ricardo Wall
Ricardo Wall y Devereux (Nantes, Francia, 5 de noviembre de 1694-Soto de Roma, Granada, 26 de diciembre de 1777) fue un general, diplomático y ministro de origen irlandés al servicio de España.

## Biografía

### Nacimiento y formación
Ricardo Wall y Devereux nació por casualidad en la ciudad francesa de Nantes, estando «de paso, siguiendo sus padres al rey de Inglaterra», es decir, Jacobo II de Inglaterra, el rey Estuardo derrotado en la batalla del Boyne en 1691. Fue bautizado el 7 de noviembre en la basílica de Saint Nicolas, iglesia que fue destruida por un incendio en el siglo XIX y que fue reconstruida en estilo neogótico. Su padre, Matías Wall, natural de Kilmallock, era un antiguo oficial del ejército del rey destronado (concretamente había sido «enseña» en el regimiento FitzJames) y su madre, Catalina Devreaux, era natural de Buchères. Matías ni siquiera estuvo presente durante el bautizo, probablemente por estar de campaña con las tropas francesas, a las que debió de servir en el exilio como tantos otros «gansos salvajes» (el nombre que recibían los irlandeses emigrados a Europa que lucharon con las potencias continentales de la época). Los Wall habitaban, según la partida de bautismo original, conservada en el Archivo Departamental del Loira Atlántico, en el «Foso del Pozo de la Plata» bajo el amparo de algún familiar, probablemente Gilberto Wall, que es el padrino de Ricardo.
Hasta 1710 se desconoce cuál fue el destino del joven irlandés. Pudo ir a Saint-Germain-en-Laye, lugar próximo a París donde Jacobo II tenía su corte. Allí sus padres podrían haber realizado los contactos que permitiesen que su hijo entrase en esta fecha a servir en calidad de paje de la duquesa de Vendôme. En 1716 pasa a España con carta de recomendación de ésta para el ministro Alberoni, un antiguo amigo de su esposo.

### Servicios militares
Ya en la Península, Wall es admitido como cadete en la Real Compañía de Guardiamarinas, fundada en Cádiz por Patiño en 1717. Se gradúa en la segunda promoción, siendo destinado al Real Felipe (74 cañones), buque insignia de la escuadra al mando del almirante Gaztañeta. En él participa en su primera guerra: la de la Cuádruple Alianza, en la campaña de Sicilia (1718). Sin embargo, deja la marina tras el desastre del cabo Passaro, ingresando en el cuerpo de Infantería, en uno de los regimientos de irlandeses creados tras la guerra de Sucesión: el de Hibernia. Toma parte con él en la campaña terrestre de Sicilia, en las acciones de Milazzo y Francavilla.
Tras la firma de la paz, participa en la expedición para liberar Ceuta (1720-1721), bajo las órdenes directas del marqués de Lede, a quien sirve en calidad de Ayuda de Campo. Al final de la campaña vuelve a cambiar de cuerpo (pasa a dragones, un arma mixta entre infantería y caballería) y es ascendido a capitán del regimiento de Batavia.

### Diplomático
En 1727, Wall es seleccionado para acompañar a Jacobo Francisco FitzJames-Stuart (II duque de Liria y Jérica) (otro jacobita de origen irlandés) en su embajada a Rusia. El duque le tenía mucho cariño, probablemente por haberse conocido en el exilio francés (el duque había nacido en Saint Germain-en-Laye, 1696): Wall era según él «un hombre en quien ponía toda mi confianza, con quien desabrochaba mi corazón en todos mis disgustos, que no eran pocos». La protección de Liria relanzó su carrera. Wall fue honrado por el propio rey de Prusia, que le concedió la Orden de la Generosidad. Hubo incluso un proyecto para nombrarle embajador en Berlín, que finalmente no prosperó.

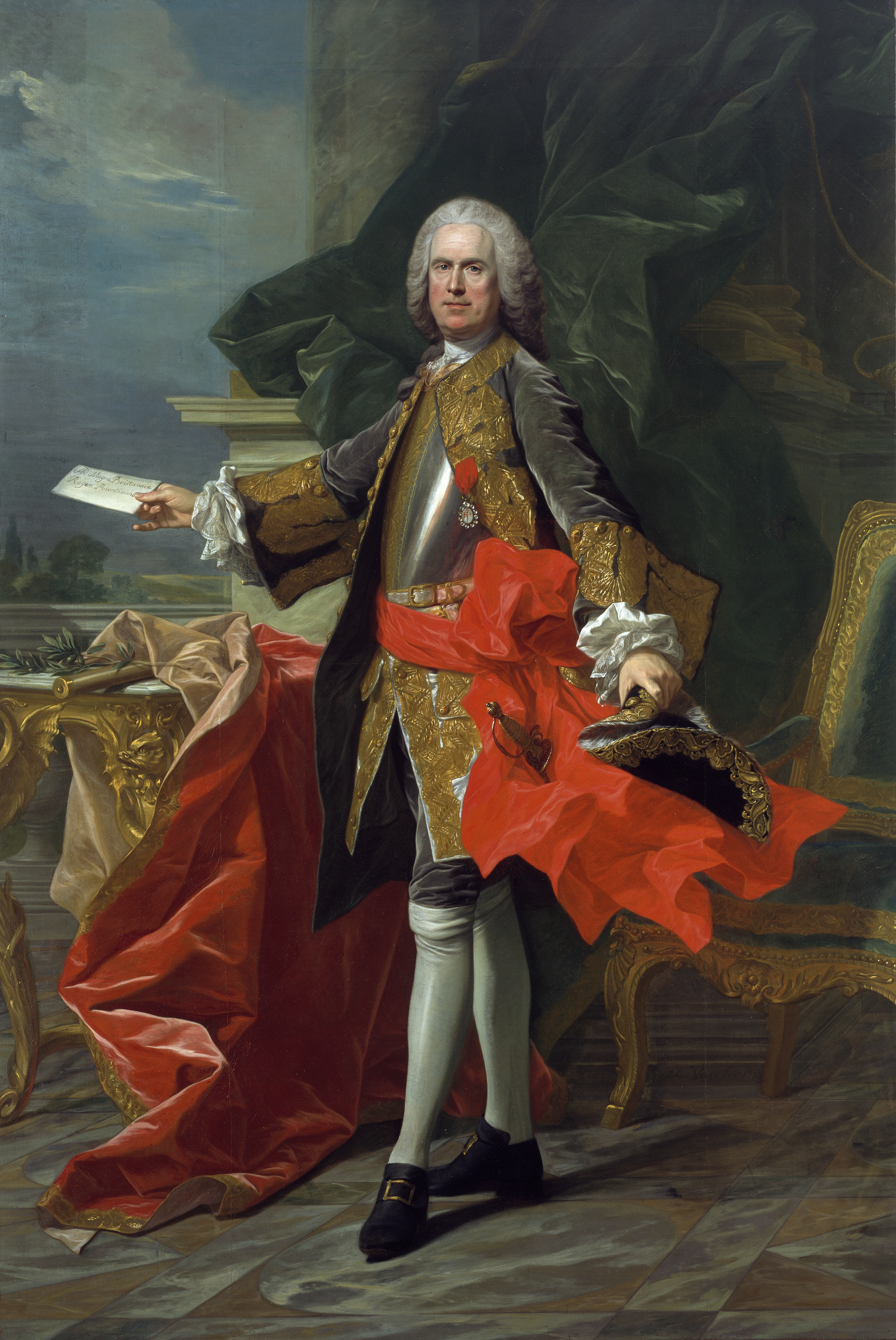
Retrato de Ricardo Wall (1753) por Jean-Baptiste van Loo (Galería Nacional de Irlanda, Dublín).

A su vuelta, retoma su carrera militar y participa en la expedición a Toscana, una misión de acompañamiento al Infante Carlos en su toma de posesión del ducado de Parma. Poco después, sirve al mismo infante en la guerra que daría los territorios del sur de Italia al rey Carlos VII de Nápoles (1734-1735), en el marco de la guerra de Sucesión polaca, destacando en las acciones de Capua, Mesina y Siracusa. Ya coronel de dragones, es ordenado como caballero de Santiago (1737) recibiendo, además, una encomienda, la de Peñausende que incluía las villas de Peñausende, Peralejos de Abajo, Saucelle, Saldeana y Barrueco Pardo (situadas actualmente en las provincias de Salamanca y Zamora). Como complemento final, en 1740 recibe el mando de un regimiento francés. Sus armas y su lema («CAESAR AUT NULLUS») podían por fin ondear en los estandartes de las armas de los Borbones.
En la campaña de la Lombardía, en el marco de la guerra de Sucesión austriaca (1743-1748), desempeñó responsabilidades mayores, como la revista de las tropas españolas enviadas a Italia. A partir de 1744, participó en las operaciones. El infante Felipe le utiliza «en los ataques de audacia», lo que le vale nuevos ascensos: brigadier en 1744 y mariscal de campo en 1747.
Sin embargo, lo mejor que le ocurrió en esta campaña fue trabar amistad con uno de los hombres fuertes del siguiente reinado: Fernando de Silva y Álvarez de Toledo, duque de Huéscar (a partir de 1755 duque de Alba). El duque le patrocina y lo dirige a la carrera diplomática. Aconsejado por él, el nuevo ministro de Estado, José de Carvajal, lo nombra en mayo de 1747 para una misión temporal «restringida nada más que a los asuntos de la guerra» en la República de Génova.
Pocas semanas después, Carvajal decide enviarle en misión secreta a Londres, con la intención de negociar una paz separada con los ministros británicos. Wall enfrenta en la corte londinense serias dificultades: su origen irlandés lo hace sospechoso a los políticos de la isla y, por otro lado, sufre la enemiga de Jaime Velaz de Medrano, marqués de Tabuérniga, un exiliado español que deseaba el cargo que ostentaba Wall. El fracaso de la misión no impide que Wall consolide su situación, logrando poco a poco la confianza de los ministros ingleses, señaladamente del duque de Newcastle y forzar la repatriación de Tabuérniga.
En Londres, Wall se aloja en una mansión de Soho Square, la zona de moda de la ciudad. Disfruta de la intensa vida social y realiza una gestión lúcida. Por estas fechas es retratado por Van Loo, obra que se conserva en la National Gallery de Dublín.
En 1752 hace una breve visita a España, donde además de conocer personalmente a Carvajal y a los reyes Fernando VI y Bárbara de Braganza —a los que causó una gratísima impresión—, obtiene, a pesar de las conspiraciones francesas para sustituirle por Grimaldi, el ascenso a teniente general y el nombramiento de embajador (hasta ahora era ministro plenipotenciario, nombrado como tal en 1749).

### Política española
Wall sucede de modo sorprendente a Carvajal en 1754, tras su muerte el 8 de abril. Inmediatamente después participa en el complot contra el marqués de La Ensenada, dirigido por Huéscar y Benjamin Keene, logrando la exoneración del riojano y su destierro a Granada. Repartidos entonces los cargos del marqués, Wall une a la Secretaría de Estado la Secretaría de Indias, que le es retirada en septiembre de ese año y confiada a Julián de Arriaga y Ribera, secretario de Marina. Wall se mantendrá al frente de la administración hasta su dimisión, en 1763.
Su ministerio está caracterizado por el constante temor de la resurrección del ensenadismo. Gran parte de la energía del ministro se dedicará a fortalecer su posición frente a éstos (dimisión de Rábago, retirada de Duras...) y a liberarse de la tutela de Huéscar. Con todo, los problemas internos, el inicio de la guerra y los primeros achaques en su salud le harán pedir la dimisión en 1757. No será admitida. 
En política exterior le toca vivir un periodo convulso: la guerra de los Siete Años. En este contexto el irlandés intenta mantener una «neutralidad religiosa» que aleje las penalidades de la guerra de España. Las agresiones inglesas irán desengañando al ministro de la bondad de este sistema, pero la muerte de la doña Bárbara y la subsiguiente enfermedad y muerte de Fernando VI atarán de manos a Wall. La parálisis de la maquinaria administrativa española durante un año («el Año sin Rey») evita la entrada de España en el conflicto en el mejor momento posible (equilibrio entre ambos contendientes). Con todo, uno de los mayores méritos de la gestión de Wall es precisamente realizar la transición de soberanos sin grandes sobresaltos y evitando agresiones externas en un momento extremadamente delicado.
Llegado Carlos III, Wall se retoma el acercamiento con Francia (firma del tercer pacto de la familia de Borbón) pero se entra en el conflicto en la peor de las coyunturas (Francia batida en todos los frentes). En menos de un año las armas inglesas arrebatan a España La Habana y Manila. Se firma inmediatamente la paz, una paz en la que España cede la Florida a Gran Bretaña para recuperar aquellas plazas y Francia cede a España la Luisiana para recompensarla.

### El final de su carrera
En 1763, tras la firma de la paz y luego de algunos reveses en su política regalista (anulación del Exequatur Regio sin su conocimiento), Wall logra que Carlos III acepte su dimisión, bien que exagerando sus problemas de salud. El monarca le recompensa concediéndole el gobierno del Soto de Roma, un pequeño Real Sitio ubicado en la vega del Genil, a pocos kilómetros de Granada, y nombrándole caballero de la Orden de San Jenaro. En sus últimos años el irlandés todavía tiene energía para dirigir la restauración de los Palacios Nazaríes de La Alhambra, que dirigió entre 1769 y 1772, o para la supervisión de las Nuevas Poblaciones de Olavide, en 1769.
Entre sus clientes y patrocinados destacan el marqués de Grimaldi, el conde de Aranda, el conde de Campomanes, Manuel de Roda, el conde de Fuentes o el conde de Ricla. También muchos irlandeses (Alejandro O'Reilly, el conde de Mahony o la familia de Lacy, Diego Nangle, Pedro FitzJames y Stuart, Ambrosio O’Higgins, William Bowles, Bernardo Ward o Carlos McCarthy), intelectuales (Francisco Pérez Bayer, José Clavijo y Fajardo, Benito Bails, Celestino Mutis, Sebastián de la Cuadra y Llarena) o burócratas (José Agustín del Llano, Bernardo de Iriarte, Bernardo del Campo, Nicolás de Azara o Juan de Chindurza).
Fallece el 26 de diciembre de 1777 entre muestras generales de dolor. Su testamento, sin embargo, también será fuente de polémica: en él favorece claramente a su confesor, Juan Miguel Kayser, quien se lo había arrancado prácticamente en el lecho de muerte. Su familiar más cercano, su primo, Eduardo Wall, y el propio confesor pleitearán algunos años por él.
Wall no dejó descendencia, pero su primo Eduardo, que se casó con la condesa de Armíldez de Toledo sí la tuvo. Su descendencia hará lo propio con las casas de Fuentes, de Cañada-Tirry y, ya en el siglo XIX, de Floridablanca.

## Controversias sobre la figura de Wall
Historiográficamente, la figura de Ricardo Wall ha sido descuidada cuando no maltratada. Los tópicos han descrito al irlandés cómo un anglófilo —llegando al extremo de poner en duda su lealtad a España—, un perverso antijesuita o un masón. Permanecen errores sobre su vida: que su carrera empezó en el ejército francés o que participó en el congreso de Aquisgrán; también que fue un agente secreto español en América e intentó un plan de invasión de la Jamaica inglesa. Su origen extranjero y la mala interpretación de su política —considerada débil y entreguista—, así como la obsesión por sobrevalorar a Carlos III y sus gobiernos ilustrados posteriores, han oscurecido su figura.
En práctica, Wall contribuyó a la conexión entre dos generaciones importantes de la historia de España: la reformista que llevó al poder a Carvajal y a Ensenada, partiendo de las bases trazadas por Patiño y Campillo, y la que profundizó en las reformas durante los gobiernos de Aranda, Campomanes y La Ensenada. Ricardo Wall supo mantener la neutralidad heredada, condición básica para el desarrollo de la política interior, a la vez que llevaba a la culminación el proyecto carvajalista de una nueva diplomacia española, basada en la introducción de la España discreta en el nuevo concierto de las naciones.
| Predecesor: José de Carvajal y Lancaster (Interinamente: Fernando de Silva y Álvarez de Toledo) | Primer Secretario de Estado 1754-1763 | Sucesor: Pablo-Jerónimo de Grimaldi |